# Seraph Cars

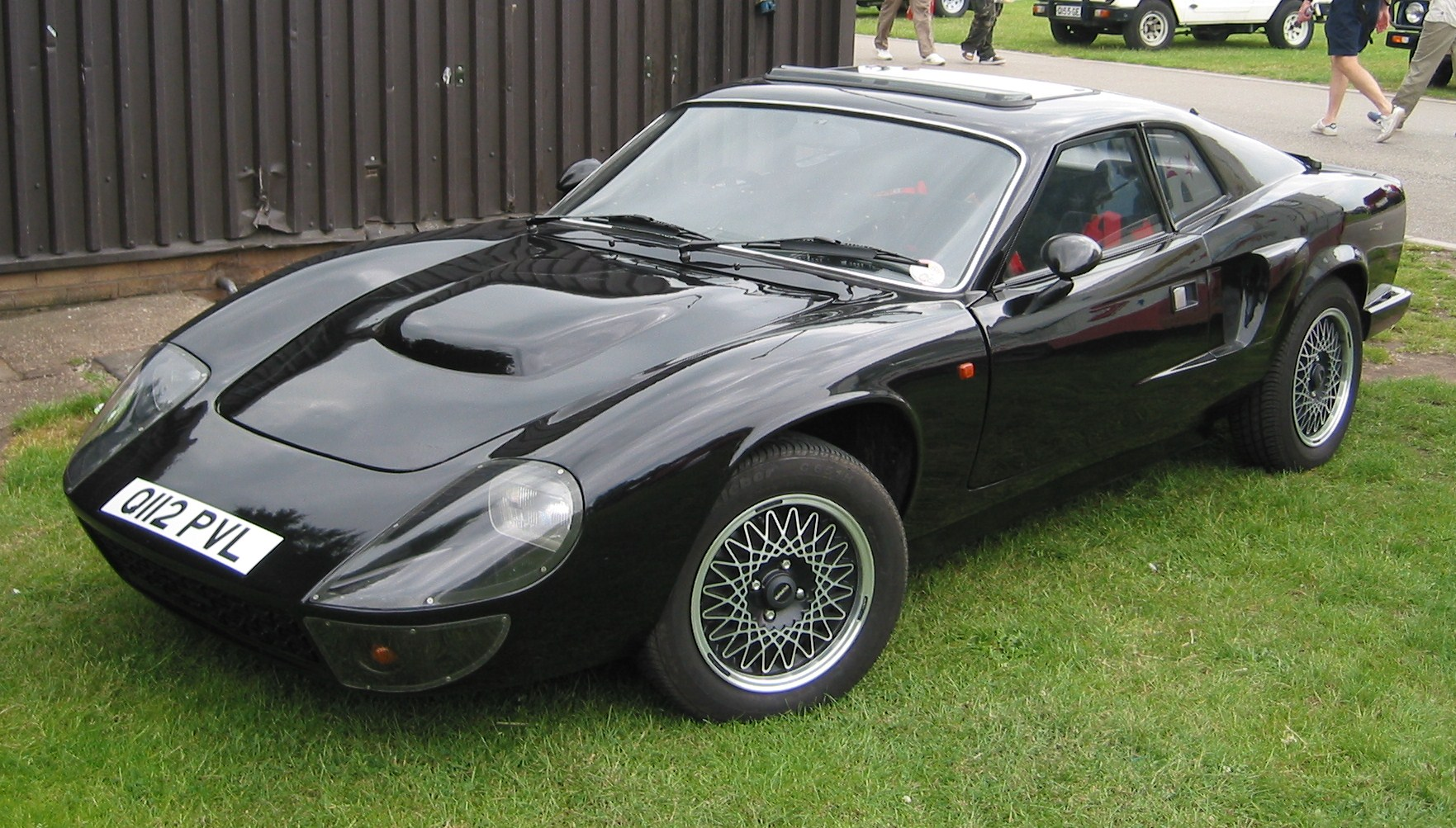
Seraph

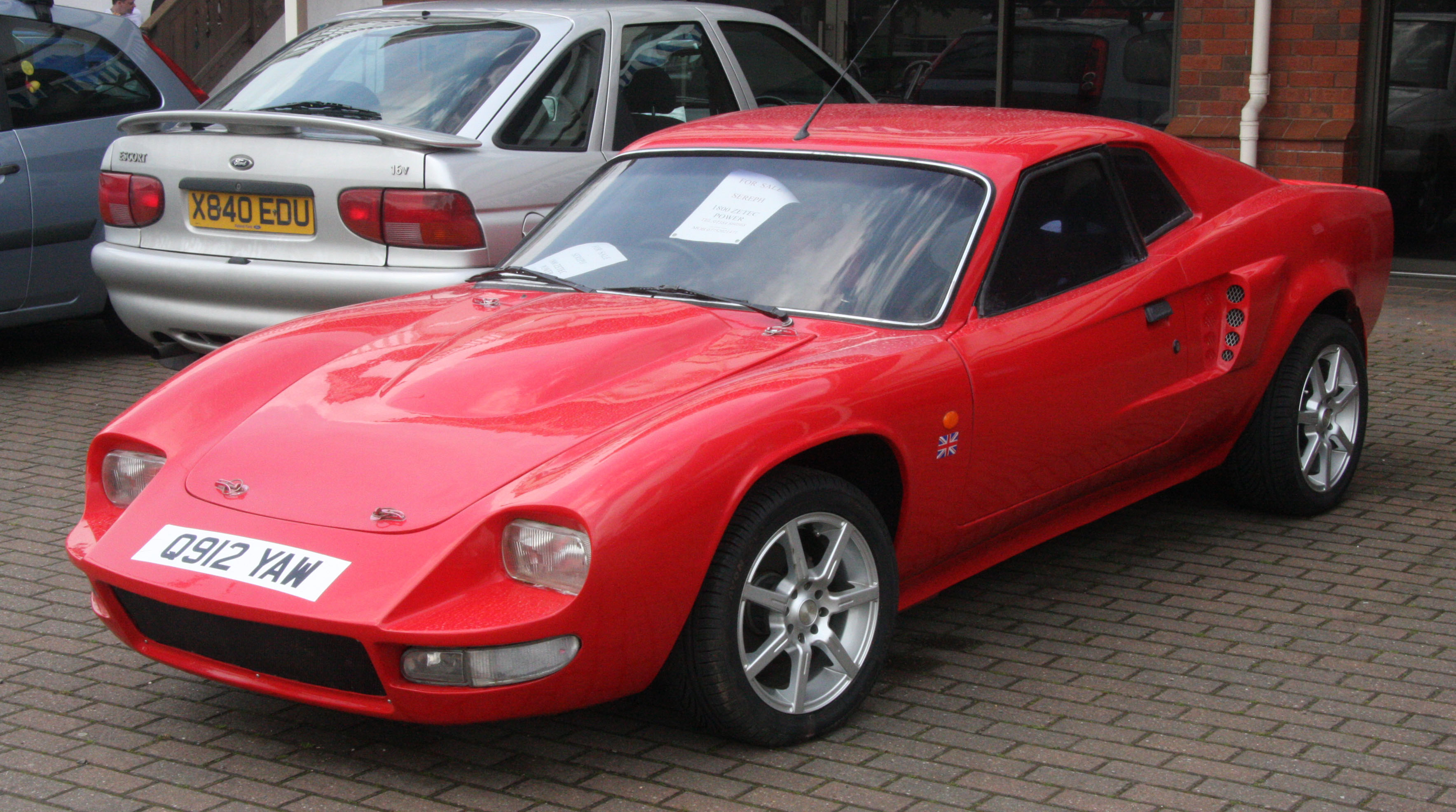
Seraph

Seraph Cars, zuvor Motorstyle, war ein britischer Hersteller von Automobilen.

## Unternehmensgeschichte
Das Unternehmen Motorstyle aus Bristol begann 1984 mit der Produktion von Automobilen und Kits. Der Markenname lautete Seraph. 1985 erfolgte eine Umfirmierung in Seraph Cars. 1987 endete die Produktion. Insgesamt entstanden etwa 36 Exemplare.

## Fahrzeuge
Das erste Modell war der 1984 präsentierte Sports Racer. Dieses Coupé basierte auf einem Spaceframe-Rahmen. Ein Vierzylindermotor von Ford war hinter den Sitzen in Mittelmotorbauweise montiert und trieb die Hinterräder an. Es gab zwar Interessierte, aber keine Käufer. Somit blieb das Fahrzeug ein Einzelstück.
Ab 1985 entstanden die Modelle 115 und 215. Dazu wurde vom Bonito Performance Centre ein Modell übernommen, das bisher als Bonito vermarktet wurde. Die Basis bildete das Fahrgestell vom VW Käfer. Darauf wurde eine Coupé-Karosserie montiert. Der 115 erhielt einen Vierzylindermotor von Ford mit 2000 cm³ Hubraum und der 215 einen V8-Motor von Rover.